# Sheol
Sheol o Seol (en hebreo: שאול‎, romanizado: She’ol, lit. 'el sepulcro' o 'el abismo'), según el Antiguo Testamento,  es un lugar de oscuridad al que van los muertos. Sheol también es llamado Hades en griego.

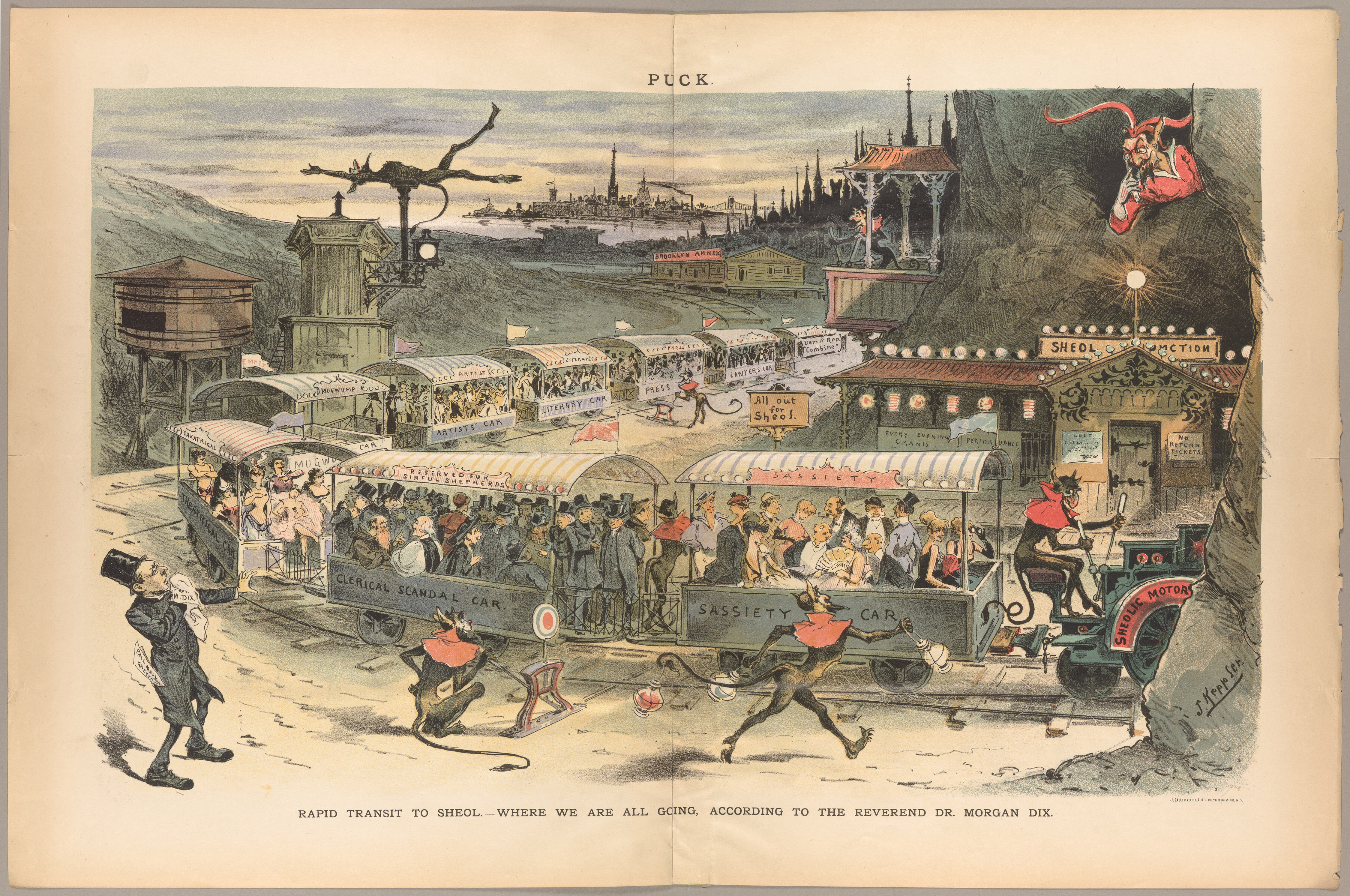
Tránsito rápido a Sheol – Donde, según el reverendo Morgan Dix, vamos todos, de Joseph Keppler, 1888.

## Etimología
Aunque se han propuesto muchas teorías para explicar el origen de la palabra hebrea sche'óhl, al parecer se deriva del verbo hebreo scha-'ál, que significa "pedir, solicitar". Según Samuel Pike, el Sheol es un recinto común o región de los muertos; deriva su nombre de la insaciabilidad de la sepultura, como si siempre estuviese pidiendo o reclamando más. Esto, al parecer, da la idea de que el she'ol es un lugar  que reclama a todos sin hacer distinción, ya que acoge en su interior a los muertos de la humanidad. (Génesis 37:35), nota; (Proverbios 30:15-16)
No existe ninguna palabra en español que transmita con exactitud el mismo sentido que el término hebreo Sheol. La Enciclopedia Collier (1986, vol. 12, pág. 28) comenta sobre el empleo de la palabra "infierno" en la traducción bíblica: «Puesto que el Sheol de los tiempos veterotestamentarios se refería simplemente a la morada de los muertos sin indicar distinciones morales, la palabra infierno, según se entiende hoy día, no es una traducción idónea». Un buen número de versiones castellanas transliteran la palabra al español (“Seol” u otras formas parecidas) con una mayor o menor uniformidad (BAS, BJ, CB, CI, EMN, FS, Ga, NC, NM, SA, Val).
“Se ha causado mucha confusión y equivocación debido a que los traductores primitivos de la Biblia persistentemente vertieron con la palabra infierno el vocablo hebreo Sheol y los vocablos griegos Hades y Gehena. El que los traductores de las ediciones revisadas de la Biblia simplemente hayan hecho una transliteración de estas palabras no ha sido suficiente para eliminar de manera notable esta confusión y el concepto falso.” (The Encyclopedia Americana, 1942, tomo XIV, pág. 81.)

## Características generales
La Encyclopædia Britannica (edición 1971, vol. 11, pág. 276) comenta con respecto a Sheol: «El Sheol estaba situado en alguna parte debajo de la tierra. [...] La condición de los muertos no era ni de dolor ni de placer. Tampoco se asociaba con el Sheol la recompensa para los justos ni el castigo para los inicuos. Lo mismo buenos que malos, tiranos que santos, reyes que huérfanos, israelitas que gentiles, todos dormían juntos sin conciencia los unos de los otros».
En consonancia con el pensamiento religioso judío del alma eterna, (Dn 12:2),el registro bíblico muestra que Sheol se refiere a la sepultura común de la humanidad como un lugar de inconsciencia. (Ec 9:4,5,6,9:10)
Los que están allí ni alaban ni mencionan a Dios. (Salmos 6:4-5); (Isa 38:17-19). Sin embargo, no se puede decir que simplemente representa un estado de separación de Dios; según las Escrituras, ya que según algunas sectas, tal enseñanza sería insostenible, pues según ellos, muestran que el Sheol está enfrente de Él y que Dios está allí. (Proverbios 15:11); (Salmos 139:7-8); (Am 9:1-2) Por esta razón, cuando Job anhelaba que se le liberase de su sufrimiento, para poder ir al Sheol, y pidió además que más tarde Yahvé lo recordara y lo llamara de allí. (Job 14:12-15).
Sin embargo, cuando los traductores de la Septuaginta quisieron verter el concepto de la palabra Sheol se toparon con un gran problema, como explicar que dicho vocablo hebreo expresaba la vida del nefesh (o psique, alma) más allá de una simple tumba universal de cadáveres. Así que, uno de los sabios traductores le preguntó a unos sabios griegos, que cuál era la palabra griega  que ellos usaban para explicar la vida después de la tumba, y ellos le dijeron que usaban el término Hades para explicar que la psique iba a las partes más profundas de la tierra a cumplir su condena por rebelde. Los eruditos judíos vieron en este término (aunque con diferencias religiosas muy notorias) un equivalente conceptual, ya que no era la intención traducir palabras por palabras, sino conceptos por conceptos.

## Su empleo en la Biblia
Esta palabra hebrea, sche'óhl, aparece 65 veces en el texto masorético. Las versiones, como la Torres Amat o Reina-Valera (1909), la traducen, a veces con añadidos en bastardillas, como: infierno, sepulcro, mortuorias, profundo, a punto de morir, abismo, etc. En la Versión Valera de 1909, Sheol se traduce “infierno” 11 veces; “sepulcro”, 30 veces; “sepultura”, 13 veces; “abismo”, 3 veces; “profundo”, 4 veces; “huesa”, 2 veces; “fosa”, 2 veces, y “hoyo”, 1 vez. Además, en (Isa 7:11), el texto hebreo leía originalmente sche’óhl, y se tradujo “Hades” en las antiguas versiones griegas de Agila II, Símaco y Teodoción, e "infierno".

## Interpretaciones

### Interpretación bíblica primitiva
En vista de que Sheol es traducida como infierno, han surgido controversias sobre cuál es su significado real. He aquí algunas interpretaciones:
- Es un lugar de inconsciencia donde van buenos y malos en cuanto a los hechos terrenales. (Ec 9:4,5,6,9:10)
- Según el Tanakh, los que estaban en el Sheol no alaban ni mencionan a Dios ya que eran almas destinadas (ya sea en el seno de Abraham o en el Gehena, a esperar al Mesías). (Salmos 6:4-5)
- Literalmente significa un estado de separación de Dios. (Salmos 139:7-8)
- Dios puede sacar del Sheol a las personas que se encuentren allí. (Job 14:12-15).

La palabra "Sheol" aparece con frecuencia en los libros de Salmos y Job para referirse al lugar al que van a parar todos los muertos. Se representa como un lugar oscuro, en el que no existe ninguna actividad propiamente dicha. No se hace en él ninguna distinción moral, por lo que ‘infierno’ [DK; Mod; Val, 1868] no es una traducción apropiada, pues implica un contraste con el ‘cielo’ como morada de los justos que han muerto. En cierto sentido, hablar de ‘la sepultura’ de manera genérica es un equivalente aproximado, con la salvedad de que Sheol es una sepultura común en la que se hallan todos los muertos.

Por todas las Escrituras inspiradas se asocia continuamente al She'ol con la muerte y con la vida. (1Samuel 2:6) (2Samuel 22:6) (Salmos 18:4-5,49:7-10,14-15,88:2-6,89:48); (Isa 28:15-18) compárese también (Salmos 116:3,7-10); (2Corintios 4:13-14). Se habla del She'ol como una “tierra de oscuridad” (Job 10:21) y un lugar de silencio. (Salmos 115:17). Parece ser que Adan, Eva y Abel fueron los primeros en ir allí.
En el día del Pentecostés de 33, el apóstol Simón Pedro citó del (Salmos 16:10) y lo aplicó a Cristo. Cuando Lucas citó las palabras de Pedro, utilizó la palabra griega hái•dēs, mostrando con ello que el Sheol y el Hades se refiería a la misma cosa, la morada de las almas (la cual se subdividía en Seno de Abraham, para los justos y Gehenna, para los impíos). (Hechos 2:25-27) (Hechos 2:29-32). Al final del reinado de mil años de Jesucristo, el Sheol o Hades, será vaciado y destruido, ya que se resucitará a todos los que se hallen en él, teniendo lugar así, el juicio para condenación,  llamado por la Biblia: "La Muerte Segunda"...(Apocalipsis 20:13-14)
El She'ol (Hades) es actualmente, un lugar en las partes subterráneas del planeta (Mateo 12:40) [lat. infernus- debajo de...] en el cual hay un lugar físico de tormento eterno donde aguardan las almas (en hebreo "NAFÉSH") de los impíos ser resucitados para "condenación", estos son quienes vivieron NO como la Voluntad de HaShem/ Dios indica, hasta el día, en el cual resucitarán, como se hubo dicho, para el Juicio Condenatorio, lo que la Biblia llama "La Muerte Segunda": el Gehenna (cf. Mateo 5:30, Lucas 16: 19-31, Marcos 9:43-47). Dicho lugar se localiza en el corazón de la Tierra (núcleo). Se ha utilizado en algunas versiones bíblicas, el término infierno como un sinónimo, puesto que alude a la ubicación en las partes subterráneas de la Tierra.

### Judaísmo rabínico
En el Judaísmo ortodoxo se cree en la inmortalidad del alma y rechaza el concepto antiguo de Seol. Textos rabínicos como el Talmud enseñan que las almas justas entran al mundo venidero (Olam Haba) y las almas justas entran a un purgatorio (Ge Hinnom). Algunos judíos reformistas aceptan el concepto de un paraíso después de la muerte pero rechazan el concepto de un castigo eterno. 

### Judaísmo caraíta
En el Judaísmo caraíta, no hay una opinión colectiva acerca de la inmortalidad del alma, ya que cada persona puede interpretar el Tanaj de acuerdo a su criterio.[cita requerida]

### Islam
En el Islam, la creencia en la inmortalidad del alma es universal. En el Islam, el paraíso es llamado Jannah; es descrito como un lugar de felicidad eterna, lleno de paz y deleites, reservado para los musulmanes justos, además, señala que los judíos y cristianos que hayan sido fieles monoteístas y no hayan creído en doctrinas como la trinidad podrían obtener salvación. El Corán hace varias referencias al infierno (Yahannam) como un lugar de tortura eterna para los pecadores, aunque también señala que los hipócritas podrían recibir un castigo temporal.

### Cristianismo evangélico
En el protestanismo evangélico se toma el concepto del Gehena bíblico como un castigo eterno.

### Testigos de Jehová
Los Testigos de Jehová rechazan la inmortalidad del alma y se adhieren al concepto de Seol como un lugar de inconsciencia hasta el momento de la resurrección.

### Adventistas del séptimo día
En líneas generales los adventistas rechazan la inmortalidad del alma. 